# Vaira Vīķe-Freiberga

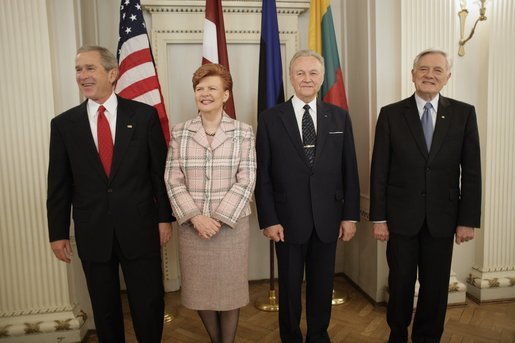
Freiberga tillsammans med George W. Bush, Arnold Rüütel och Valdas Adamkus i Lettland 2005

Vaira Vīķe-Freiberga, född 1 december 1937 i Riga, är en  lettisk politiker som var landets president 1999-2007. Hon valdes av parlamentet Saeima som landets sjätte, och första kvinnliga, president år 1999 och återvaldes år 2003.
Lettland upptogs i EU och blev medlem av Nato under hennes presidenttid och efter sin pensionering deltog hon i grundandet av Club de Madrid, en  förening med ett nittiotal tidigare  statsledare som medlemmar.

## Biografi
Vaira Vīķe föddes i Riga i Lettland, men redan i slutet av andra världskriget flydde familjen till Tyskland. De internerades i ett flyktingläger i Lübeck där hon gick i skola. År 1949 flyttade familjen till franska Marocko där Vaira Vīķe fortsatte sin utbildning och lärde sig franska. Fem år senare flyttade familjen till Toronto i Kanada, där hon tog examen från high school.
Vaira Vīķe läste psykologi på Victoria College vid University of Toronto där hon tog en Bachelor of Arts år 1958 og en Master of Arts två år senare. Hon fortsatte utbildningen på McGill University i Montreal samtidigt som hon undervisade vid Concordia University och doktorerade i experimentell psykologi år 1965. 
År 1960 gifte Vaira Vīķe-Freiberga sig med lettiska Imants Freibergs, senare professor i datavetenskap vid Québec University i Montreal.
I samband med sin pensionering från Université de Montréal år 1998 återvände Vaira Vīķe-Freiberg till Lettland där hon valdes till president året efter.

## Utmärkelser
- Acfas Marcel-Vincent-priset,  1992[2]
- Lettlands vetenskapsakademis stora medalj,  1997
- Tre Stjärnors orden, första klass,  1999
- Storkors av Sankt Olavs orden,  2000
- Storkors av Vytautasorden,  2001
- Storkors av Hederslegionen,  2001
- Storkors med kedja av Ungerska förtjänstorden,  2001
- Storkorset med kedja av Finlands Vita Ros orden,  3 maj 2001[3]
- Sloveniens frihetsorden,  2002
- Storkedja av Henrik Sjöfararens orden,  2003[4]
- Vita örnens orden,  2003
- Storkorsriddare med kedja av Republiken Italiens förtjänstorden,  8 april 2004[5]
- Kedja av Isabella den katolskas orden,  15 oktober 2004[6]
- Storkorset av Vita dubbelkorsets orden,  2005
- Kungliga Serafimerorden,  2005
- Vita stjärnans orden, kedjegrad,  2005
- Hannah Arendt-priset,  2005[7]
- Officer av Quebecs nationalorden,  2005[8]
- Storkors av Republiken Polens förtjänstorden,  4 juli 2005[9]
- Walter-Hallstein-Preis,  2006
- Hedersdoktor vid Universitetet i Liège,  2006[10]
- Storkors av Leopoldorden,  2007
- Viestursorden,  2007
- Hayek-Medaille,  2009[11]
- Konrad Adenauer-priset,  2010[12]
- Hedersdoktor vid Strasbourgs universitet,  2013[13]
- Rumäniens nationella förtjänstorden
- Storkorset av Nederländska Lejonorden
- Golden Plate Award
- Terra Mariana-korsets orden
- Apostlalika furstinnan Olgas orden
- Förbundsrepubliken Tysklands förtjänstorden - storkors av särskilda klassen
- Pierre Chauveau-medaljen
- Makarios III-orden
- Frälsarens orden
- Bathorden
- Ordenskedja av Rumänska Stjärnans orden
- Hedersdoktor vid Vytauto Didžiojo Universitetas
- Hedersdoktor vid Tbilisis universitet
- Hedersdoktor vid Universitetet i Ottawa
- Stora ordensbandet av Krysantemumorden
- Första klass av Jaroslav den vises orden
- Fellow of the Royal Society of Canada
- Azerbajdzjans presidents hedersdiplom
- Hedersdoktor vid McGill University
- Stara Planina-orden
- Maltas nationalförtjänstorden
- Nizami Ganjavi-guldmedaljen
- Adolf av Nassaus civil- och militärförtjänstorden
- Erkänslans kors
- Xirka Ġieħ ir-Repubblika
- Dostluqorden

[Redigera Wikidata]